# World Doubles Championships 1979
Il World Doubles Championships 1979 è stato un torneo di tennis femminile che si è giocato a Tōkyō in Giappone dal 2 all'8 aprile su campi in sintetico indoor. È stata la 4ª edizione del torneo.

## Campionesse

### Doppio
Françoise Dürr /  Betty Stöve hanno battuto in finale  Sue Barker /  Ann Kiyomura con il punteggio di 7–5, 7–6